# Abbaye de Bonmoutier
L'abbaye de Bonmoutier est une abbaye bénédictine de femmes, puis d'hommes, ayant existé sur la commune de Val-et-Châtillon (Meurthe-et-Moselle).

## La fondation d'un monastère de femmes
Les circonstances de la création de ce monastère sont mâtinées de légendes. La fondation est attribuée à Bodon, évêque de Toul, qui selon son hagiographie, possédait un important domaine dans la contrée de Badonviller (Bodonis villa). Il y fonda vers 660 un monastère de femmes à la demande de sa fille Theutberge, Bodonis monasterium, et la consacra abbesse de la communauté qui suivait, nous affirment maints historiographes, la règle de saint Benoît. Les historiens ne peuvent prouver quelle règle les religieuses suivent exactement. L'influence colombanienne est alors forte, mais les règlements monachiques rigoristes qu'elle propose sont souvent assouplis et mitigés avec d'autres règles. L'abbaye possède un vaste patrimoine forestier sur le Donon et comporte, entre autres domaines, les villages de Raon-Les-Leaux, Pierre-Percée, Badonviller et Cirey-sur-Vezouze non loin. Son église conventuelle occupait l'emplacement de l'actuelle église Notre Dame de Val-et-Châtillon.
Avec Senones, Saint-Dié, Étival, et au cœur Moyenmoutier, Bonmoutier est l'une des cinq abbayes formant la croix monastique des Vosges.

## L'installation provisoire d'un monastère d'hommes
Dans la seconde moitié du IXe siècle toutefois, l’évêque de Toul Arnould chassa les religieuses, qui n'observaient plus la règle. Il les dédommagea, et appela à leur place des bénédictins.
Après 880, l'empereur Charles le Gros donne Étival (autre fondation de Bodon) et Bonmoutier à l’abbaye d’Andlau, pour compléter les revenus de cette récente fondation de sa femme Richarde. L'abbesse d'Andlau perd ensuite ses droits sur Bonmoutier, l'évêque de Toul en étant le réel titulaire.
L'évêque de Toul Berthold, 36e prélat toulois, crée en 1010 un nouveau monastère d'hommes sur une colline voisine, "à trois quarts de lieu de Bodonis Monastérium" ; cette fondation se nomme abbaye de Saint-Sauveur. Pour des raisons que l'on ignore, ce monastère remplace Bonmoutier, qui disparaît du vivant de Berthold, mort en 1018 (selon Richer, religieux de Senones), ou plus tard en 1145 (selon Dom Calmet).

## La naissance de "Val de Bonmoutier"
Après la disparition du monastère, un village se constitue sur le site (quartiers de la Molière et de Martinchamp), appelé à partir du XIIIe siècle Val de Bonmoutier, originellement défriché pour l'abbaye et qui dépendait toujours de l'évêque de Toul.
"Val" sera uni à Châtillon pour former la commune moderne.

## Sources
- CORNIBE, Roger. "Val-et-Châtillon, l'Histoire" (le 30 mars 2008).